# غوردون دبليو. ريتشاردز
غوردون دبليو. ريتشاردز (بالإنجليزية: Gordon W. Richards)‏ هو مدرب خيول بريطاني، ولد في 7 سبتمبر 1930، وتوفي في 29 سبتمبر 1998.